# عربات النار
عربات النار (بالإنجليزية: Chariots of Fire)‏ هو فيلم بريطاني أنتج عام 1981 من كتابة كولين ويلاند ومن إخراج هيو هادسن، بناء على رواية حقيقية. قصة الفيلم تدور حول الرياضيين البريطانيين المشاركين في الألعاب الأولمبية الصيفية 1924 في باريس . ربح الفيلم أربع جوائز أكاديمية من أصل سبع، ومن بينها جائزة أفضل فيلم في مهرجان الأوسكار. أخذ اسم الفيلم من قصيدة ويليام بليك المعروفة «وهل تلك الأقدام في الوقت القديم» (And did those feet in ancient time). الفيلم من بطولة بن كروس وأيان تشارلسون، ومن توزيع وارنر برذرز وإم جي إم.

## روابط خارجية
- عربات النار على موقع IMDb (الإنجليزية)
- عربات النار على موقع ميتاكريتيك (الإنجليزية)
- عربات النار على موقع الموسوعة البريطانية (الإنجليزية)
- عربات النار على موقع روتن توميتوز (الإنجليزية)
- عربات النار على موقع نتفليكس (الإنجليزية)
- عربات النار على موقع ألو سيني (الفرنسية)
- عربات النار على موقع Turner Classic Movies (الإنجليزية)
- عربات النار على موقع أول موفي (الإنجليزية)
- عربات النار على موقع بوكس أوفيس موجو (الإنجليزية)
- عربات النار على موقع فيلمافينيتي (الإسبانية)